# Due fuggitivi e mezzo
Due fuggitivi e mezzo (Les Fugitifs) è un film del 1986 diretto da Francis Veber.

## Trama
Lucas è appena uscito di galera dopo 5 anni, si reca in banca.
Sinceramente pentito per le sue azioni vuole ricominciare una vita, e si reca in banca per un prestito.
Ma proprio in quel giorno Pignon, un povero disoccupato, vedovo e con una figlia da mantenere, decide di rapinare proprio quella banca.
Arriva la polizia che circonda l'edificio ed il maldestro Pignon decide di prendere un ostaggio per poter fuggire, ma egli sceglie proprio il malcapitato Lucas, e quando esce dall'edificio la polizia credendo in Lucas il rapinatore aprono il fuoco, costringendo i due alla fuga.
Pignon spara accidentalmente a Lucas mentre fuggono in auto e dopo lo svenimento di quest'ultimo, lo trascina da un veterinario suo amico, dove viene curato e una volta ristabilito fa la conoscenza della figlioletta di Pignon, Jeanne, muta dall'età di 3 anni, a causa della prematura morte della madre, Lucas commosso dalla loro storia decide di aiutare i due.
La piccola viene presa in custodia dalle forze dell'ordine e rinchiusa in un orfanotrofio, e Pignon confessa di essere l'artefice della rapina alla polizia, ma Lucas decide di aiutare l'amico a rapire la figlioletta, che per il dolore si stava lasciando morire di fame, e dopo averla fatta curare si dirigono al confine italiano con dei documenti falsi, spacciandosi per una famiglia, (Pignon infatti si traveste da donna). Superato il confine, al momento di separarsi Lucas, ormai affezionato alla bambina e all'impacciato Pignon si rende subito conto di non poterli abbandonare.